# 郑伟安
郑伟安（1952年—），男，上海人，中国概率统计学家，曾任华东师范大学教授、博士生导师，第七届全国人大代表。